# 2016年リオデジャネイロオリンピックのカナダ選手団
2016年リオデジャネイロオリンピックのカナダ選手団（2016ねんリオデジャネイロオリンピックのカナダせんしゅだん）は、2016年8月5日から8月21日にかけてブラジルのリオデジャネイロで開催された2016年リオデジャネイロオリンピックのカナダ選手団、およびその競技結果。

## 概要
今大会は金メダル4個、銀メダル3個、銅メダル15個の合計22個のメダルを獲得した。
競泳女子100m自由形では、ペニー・オレクシアクがアメリカのシモーネ・マニュエルと同着で金メダルを獲得した。カナダ勢の女子100m自由形金メダルは史上初。

## メダル
| メダル | 選手名 | 競技         | 種目                     |
| ------ | --- | ------------ | ------------------------ |
| 金     | デレク・ドルイン | 陸上         | 男子走高跳               |
| 金     | ペニー・オレクシアク | 競泳         | 女子100m自由形           |
| 金     | ロザンナ・マクレナン | トランポリン | 女子個人                 |
| 金     | エリカ・ウィーブ | レスリング   | 女子フリースタイル75kg級 |
| 銀     | アンドレ・ド・グラス | 陸上         | 男子200m                 |
| 銀     | ペニー・オレクシアク | 競泳         | 女子100mバタフライ       |
| 銀     | リンゼイ・ジェネリッチ パトリシア・オビー | ボート       | 女子軽量級ダブルスカル   |
| 銅     | アンドレ・ド・グラス | 陸上         | 男子100m                 |
| 銅     | アキーム・ヘインズ アーロン・ブラウン ブレンドン・ロドニー アンドレ・ドグラス | 陸上         | 男子4×100mリレー         |
| 銅     | ダミアン・ウォーナー | 陸上         | 男子十種競技             |
| 銅     | ブリアンヌ・タイゼン＝イートン | 陸上         | 女子七種競技             |
| 銅     | カイリー・マス | 競泳         | 女子100m背泳ぎ           |
| 銅     | ヒラリー・キャルドウェル | 競泳         | 女子200m背泳ぎ           |
| 銅     | サンドリーヌ・マンヴィル チャンタル・ヴァン・ランドゲム テイラー・ラック ペニー・オレクシアク | 競泳         | 女子4×100mリレー         |
| 銅     | カトリーヌ・サバール テイラー・ラック ブリタニー・マクリーン ペニー・オレクシアク | 競泳         | 女子4×200mリレー         |
| 銅     | メーガン・ベンフェイト | 飛込         | 女子10m高飛込            |
| 銅     | メーガン・ベンフェイト ロゼリーヌ・フィリオン | 飛込         | 女子10mシンクロ高飛込    |
| 銅     | ステファニー・ラベー アライシャ・チャップマン カダイシャ・ブキャナン シェリナ・ザドルスキー レベッカ・クイン ディアン・ローズ リアン・ウィルキンソン ダイアナ・マセソン ジョゼ・ベランジェ アシュリー・ローレンス デジレ・スコット クリスティン・シンクレア ソフィー・シュミット メリッサ・タンクレディ ニシェル・プリンス ジャニーン・ベッキー ジェシー・フレミング サブリナ・ダンジェロ | サッカー     | 女子                     |
| 銅     | アリソン・ベヴァリッジ ジャスミン・グレーサー カースティ・レイ ジョージア・シマーリング ローラ・ブラウン | 自転車       | 女子団体追抜             |
| 銅     | キャサリン・ペンドレル | 自転車       | 女子MTBクロスカントリー  |
| 銅     | エリック・ラマーズ | 馬術         | 障害飛越個人             |
| 銅     | ブリタニー・ベン ハンナ・ダーリング ビアンカ・ファレラ ジェン・キッシュ ギレーヌ・ランドリー ミーガン・ルーカン ケイラ・モレスキー カレン・パキン ケリー・ラッセル アシュリー・ステアシー ナターシャ・ウォッチャム＝ロイ チャリティ・ウィリアムズ | ラグビー     | 女子                     |